# غوجيين (قصر الصغير)
غوجيين هو دُوَّار يقع بجماعة القصر الصغير، إقليم الفحص أنجرة، جهة طنجة تطوان الحسيمة في المملكة المغربية. ينتمي الدوّار لمشيخة قصر الصغير التي تضم 11 دوار. يقدر عدد سكانه بـ 898 نسمة حسب الإحصاء الرسمي للسكان والسكنى لسنة 2004.

## روابط خارجية
- البوابة الوطنية للجماعات الترابية نسخة محفوظة 12 مارس 2018 على موقع واي باك مشين.
- المندوبية السامية للتخطيط